# Gabriel von Belgien

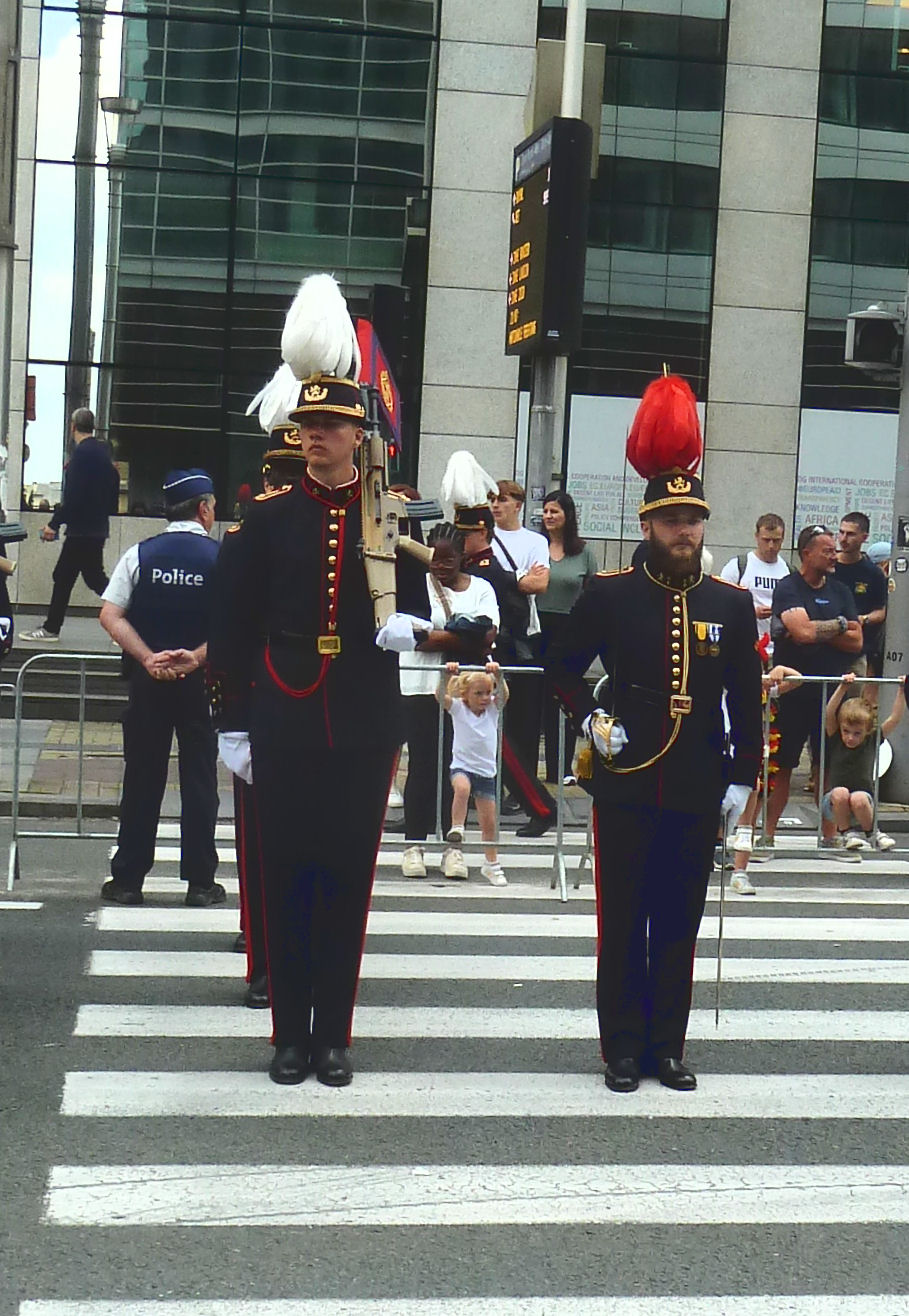
Prinz Gabriel von Belgien, 2023 (links)

Prinz Gabriel Baudouin Charles Marie von Belgien (* 20. August 2003 in Anderlecht) ist das zweite Kind des belgischen Königs Philippe und dessen Frau Mathilde. Er steht hinter seiner älteren Schwester Elisabeth auf Platz zwei der belgischen Thronfolge.

## Leben

Wappen eines Prinzen von Belgien

Gabriel von Belgien wurde am 20. August 2003 als zweites Kind des damaligen Kronprinzenpaares Philippe von Belgien und dessen Ehefrau Mathilde d’Udekem d’Acoz im Erasmus-Krankenhaus in Anderlecht geboren und am 25. Oktober 2003 in der Schlosskirche von Ciergnon getauft. Seine Taufpaten waren sein Onkel, Graf Charles-Henri d’Udekem d’Acoz, und seine Großcousine Baronesse Maria Cristina von Freyberg-Eisenberg-Allmendingen. Er hat eine ältere Schwester, Elisabeth (* 2001), sowie zwei jüngere Geschwister, Emmanuel (* 2005) und Eléonore (* 2008). Die Familie lebt im Schloss Laeken im Norden Brüssels.
Bis Juni 2019 besuchte Prinz Gabriel das niederländischsprachige Sint-Jan Berchmanscollege in Brüssel. Von September 2019 an besuchte er die International School of Brussels in Watermael-Boitsfort, an der er 2021 sein internationales Abitur in englischer Sprache ablegte. Seit Ende August 2022 studiert der Prinz an der Königlichen Militärakademie in Brüssel Sozial- und Militärwissenschaften, zuvor besuchte er einen einjährigen Vorbereitungskurs am National Mathematics & Science College in Warwickshire mit dem Schwerpunkt MINT-Fächer.
In seiner Freizeit spielt Prinz Gabriel Klavier. Außerdem liebt er Sport und praktiziert Taekwondo, Fußball, Fahrradfahren, Tennis, Skifahren und Segeln. Zudem hat er neun Jahre lang Hockey in einem Brüsseler Verein gespielt.
Neben Niederländisch spricht er auch Französisch und Englisch fließend.

## Offizielle Aufgaben
Der Prinz setzt sich regelmäßig für schwächere Mitglieder der Gesellschaft ein. So hielt er wie seine Geschwister während der COVID-19-Pandemie telefonischen Kontakt mit verschiedenen älteren Personen, die isoliert in Altenheimen lebten. Außerdem engagiert er sich seit dem Alter von acht Jahren in verschiedenen Jugendgruppen, zum Beispiel bei den Pfadfindern.

## Titel und Anrede
Sein aktueller Titel ist: Seine Königliche Hoheit Prinz Gabriel von Belgien.

## Vorfahren
| Ahnentafel Prinz Gabriel von Belgien                      | Ahnentafel Prinz Gabriel von Belgien                                                          | Ahnentafel Prinz Gabriel von Belgien                                                                                        | Ahnentafel Prinz Gabriel von Belgien                                                                                          | Ahnentafel Prinz Gabriel von Belgien                                                                                   | Ahnentafel Prinz Gabriel von Belgien                                                                  | Ahnentafel Prinz Gabriel von Belgien                                                                            | Ahnentafel Prinz Gabriel von Belgien                                                  | Ahnentafel Prinz Gabriel von Belgien                                                  |
| --------------------------------------------------------- | --------------------------------------------------------------------------------------------- | --- | --- | --- | --- | --- | ------------------------------------------------------------------------------------- | ------------------------------------------------------------------------------------- |
| Ururgroßeltern                                            | Albert I., König der Belgier (1875–1934) ⚭ 1900 Elisabeth, Herzogin in Bayern (1876–1965)     | Prinz Carl von Schweden, Herzog von Västergötland (1861–1951) ⚭ 1897 Prinzessin Ingeborg Charlotte von Dänemark (1878–1958) | Fulco Beniamino Ruffo di Calabria, 5. Herzog von Guardia Lombarda (1848–1901) ⚭ 1877 Laura Mosselman du Chenoy (1851/4?–1925) | Graf Augusto Gazelli di Rossana (1855–1937) ⚭ Gräfin Maria Cristina dei Rignon (1858–1930)                             | Baron Maximilien d’Udekem d’Acoz (1861–1921) ⚭ 1884 Jonkvrouw Marie van Eyll (1863–1935)              | Jonkheer Clement van Outryve d’Ydewalle (1876–1942) ⚭ 1897 Jonkvrouw Madeleine Thibault de Boesinge (1876–1931) | Graf Michael Komorowski (1875–1950) ⚭ 1904 Maria Zabarowska (1875–1953)               | Fürst Adam Sigismund Sapieha (1892–1970) ⚭ 1918 Gräfin Therese Sobańska (1891–1975)   |
| Urgroßeltern                                              | Leopold III., König der Belgier (1901–1983) ⚭ 1926 Prinzessin Astrid von Schweden (1905–1935) | Leopold III., König der Belgier (1901–1983) ⚭ 1926 Prinzessin Astrid von Schweden (1905–1935)                               | Fulco Ruffo di Calabria, 6. Herzog von Guardia Lombarda (1884–1946) ⚭ 1919 Gräfin Luisa Gazelli di Rossana (1896–1989)        | Fulco Ruffo di Calabria, 6. Herzog von Guardia Lombarda (1884–1946) ⚭ 1919 Gräfin Luisa Gazelli di Rossana (1896–1989) | Baron Charles d’Udekem d’Acoz (1885–1968) ⚭ 1933 Jonkvrouw Suzanne van Outryve d’Ydewalle (1898–1983) | Baron Charles d’Udekem d’Acoz (1885–1968) ⚭ 1933 Jonkvrouw Suzanne van Outryve d’Ydewalle (1898–1983)           | Graf Léon-Michel Komorowski (1907–1992) ⚭ 1942 Prinzessin Zofia Sapieha (1919–1997)   | Graf Léon-Michel Komorowski (1907–1992) ⚭ 1942 Prinzessin Zofia Sapieha (1919–1997)   |
| Großeltern                                                | Albert II. (* 1934) König der Belgier 1993–2013 ⚭ 1959 Donna Paola Ruffo di Calabria (* 1937) | Albert II. (* 1934) König der Belgier 1993–2013 ⚭ 1959 Donna Paola Ruffo di Calabria (* 1937)                               | Albert II. (* 1934) König der Belgier 1993–2013 ⚭ 1959 Donna Paola Ruffo di Calabria (* 1937)                                 | Albert II. (* 1934) König der Belgier 1993–2013 ⚭ 1959 Donna Paola Ruffo di Calabria (* 1937)                          | Graf Patrick d’Udekem d’Acoz (1936–2008) ⚭ 1971 Gräfin Anna Maria Komorowska (* 1946)                 | Graf Patrick d’Udekem d’Acoz (1936–2008) ⚭ 1971 Gräfin Anna Maria Komorowska (* 1946)                           | Graf Patrick d’Udekem d’Acoz (1936–2008) ⚭ 1971 Gräfin Anna Maria Komorowska (* 1946) | Graf Patrick d’Udekem d’Acoz (1936–2008) ⚭ 1971 Gräfin Anna Maria Komorowska (* 1946) |
| Eltern                                                    | Philippe, König der Belgier (* 1960) ⚭ 1999 Gräfin Mathilde d’Udekem d’Acoz (* 1973)          | Philippe, König der Belgier (* 1960) ⚭ 1999 Gräfin Mathilde d’Udekem d’Acoz (* 1973)                                        | Philippe, König der Belgier (* 1960) ⚭ 1999 Gräfin Mathilde d’Udekem d’Acoz (* 1973)                                          | Philippe, König der Belgier (* 1960) ⚭ 1999 Gräfin Mathilde d’Udekem d’Acoz (* 1973)                                   | Philippe, König der Belgier (* 1960) ⚭ 1999 Gräfin Mathilde d’Udekem d’Acoz (* 1973)                  | Philippe, König der Belgier (* 1960) ⚭ 1999 Gräfin Mathilde d’Udekem d’Acoz (* 1973)                            | Philippe, König der Belgier (* 1960) ⚭ 1999 Gräfin Mathilde d’Udekem d’Acoz (* 1973)  | Philippe, König der Belgier (* 1960) ⚭ 1999 Gräfin Mathilde d’Udekem d’Acoz (* 1973)  |
| Prinz Gabriel Baudouin Charles Marie von Belgien (* 2003) |                                                                                               | | | | | |                                                                                       |                                                                                       |